# پروموکسولان
پروموکسولان (انگلیسی: Promoxolane) یک داروی شل کننده عضلانی و ضد اضطراب با اثر مرکزی است.